# Палец кисти
Па́льцы ки́сти, па́льцы руки́ — наиболее дистальные части верхних конечностей человека, у которого в процессе эволюции они получили важную функциональную нагрузку по сравнению с другими видами.

## Пальцы рук человека
В норме у человека на кисти руки расположено пять пальцев, каждый из которых имеет собственное название: большой (I), указательный (II), средний (III), безымянный (IV) и мизинец (V). Большой палец противопоставлен остальным, что обеспечивает многообразие захватывающей функции кисти. Пальцы рук человека приспособлены к точным действиям, позволяющим выполнять тонкую работу. Усилие мышц передаётся пальцам в основном из других отделов руки при помощи связок.

## Скелет
Скелет каждого из пальцев кисти состоит из нескольких костей, которые называются фалангами. Проксимальные фаланги соединяют остальную часть пальца с пястными костями. Между фалангами располагаются подвижные межфаланговые суставы.

## Дактилоскопия
На кончиках пальцев рук с внутренней стороны кожа образует уникальный рисунок, состоящий из концентрических борозд. Уникальная индивидуальность рисунка этих борозд позволяет идентифицировать человека по отпечаткам пальцев, что широко используется в криминалистике и устройствах защищенного доступа.